# Gușterița

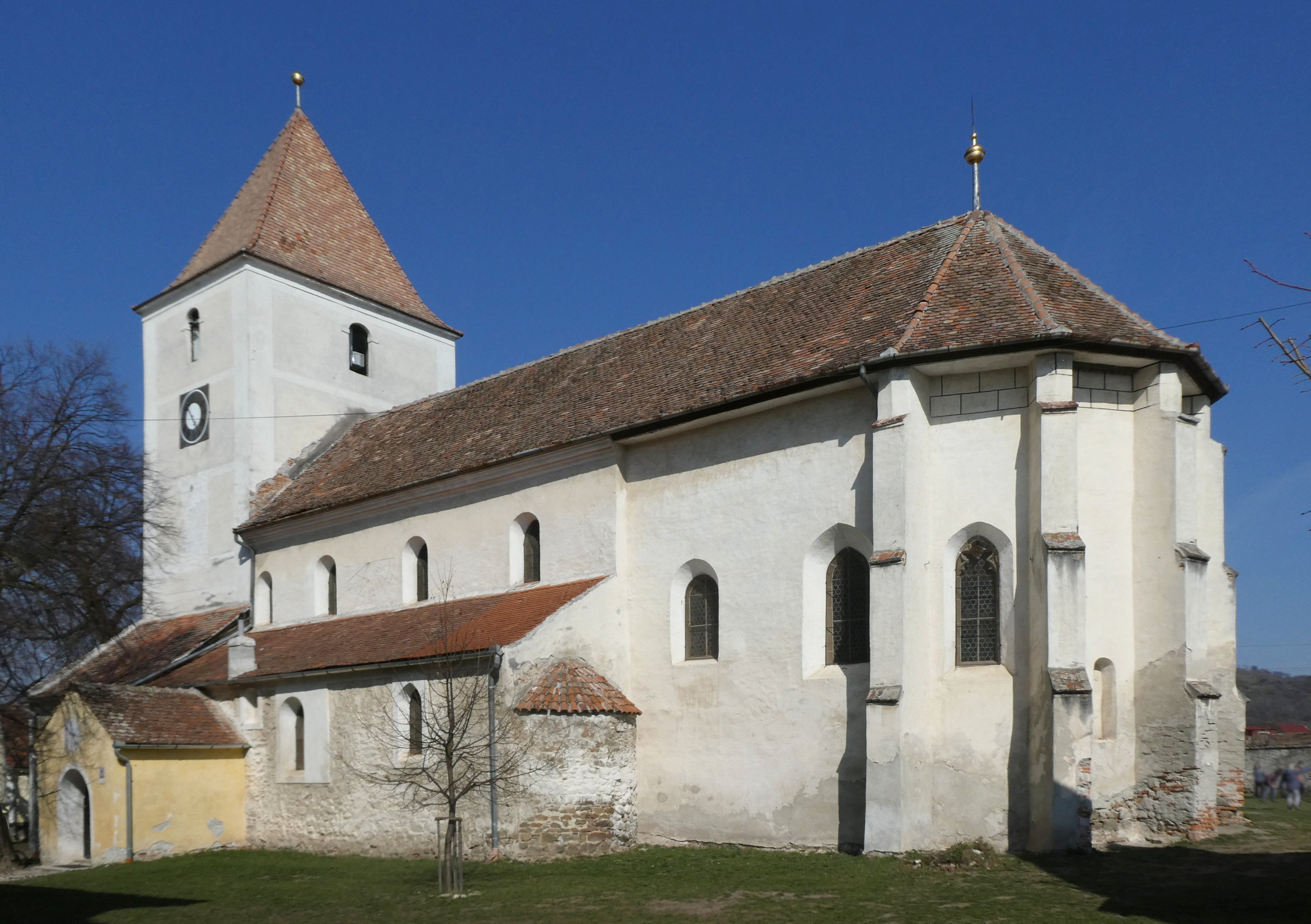
Die evangelische Kirche

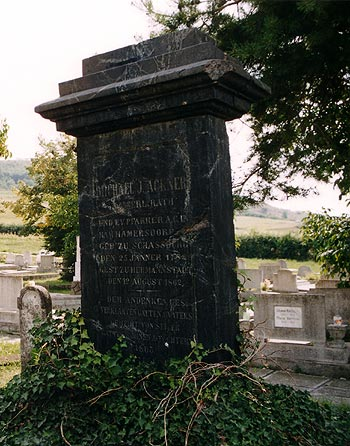
Johann Michael Ackner-Gedenkstein

Gușterița (deutsch Hammersdorf, lateinisch Villa Humperti oder Villa Umberti, ungarisch Szenterzsébet, siebenbürgisch-sächsisch Hamerschderf) ist ein Stadtteil der Kreishauptstadt Sibiu (Hermannstadt).

## Lage
Die Ortschaft liegt im Nordosten Hermannstadts und ist vom Stadtgebiet durch den Bach Cibin (Zibin) getrennt. Am Dorf vorbei verläuft die Trasse der Autobahn A1.

## Geschichte
Der Ortsteil wurde 1309 als villa (h)umberti erstmals urkundlich erwähnt. Schon in der Antike jedoch gab es hier eine römische Siedlung mit dem Namen Cedonia, über die jedoch bisher wenig bekannt ist.
In den 1940er Jahren wurde Gușterița an Sibiu angeschlossen.

## Persönlichkeiten
- Johann Seivert (1735–1785), Dichter und Historiker, starb in Hammersdorf.
- Jakob Aurelius Müller (1741–1806), siebenbürgischer Bischof, war Pfarrer im Ort.
- Johann Michael Ackner (1782–1862), Archäologe und Naturforscher, lebte und starb in Hammersdorf.

## Sehenswürdigkeiten und Gebäude
- Die Kirchenburg Hammersdorf wurde Anfang des 13. Jahrhunderts als eine romanische Basilika mit einem Westturm errichtet. Von der ursprünglichen Struktur sind noch die quadratischen Pfeiler, das Kreuzgewölbe der Seitenschiffe, die südliche Apsidiole sowie Fragmente des Süd- und des Nordportals erhalten. Ende des 15. Jahrhunderts wurde die Kirche im gotischen Stil umgebaut, dabei erhielt die Ostapsis im oberen Teil einen 5/8-Abschluss und der Chor wurde mit einem Backsteinrippen-Kreuzgewölbe überdeckt. In die Wände wurden gotische Spitzbogenfenster eingebaut. Auch der Chorbogen erhielt einen Spitzbogen. Über dem Chor wurde ein Wehrgeschoss errichtet. Ein Kreuzgewölbe mit Durchbrüchen und Kreuzfedern bedeckt derzeit das Kirchenschiff.[1]
- Der Gedenkstein an „Johann-Michael-Ackner“